# Мицубиши Т-2
Мицубиши Т-2 је јапански млазни школско-борбени авион. Развила га је јапанска компанија Мицубиши. Једини корисник овог авиона јесу јапанске Ваздухопловне самоодбрамбене снаге.

## Развој и дизајн
Септембра 1967. године од модела за развој млазног школско-борбеног авиона које су јапанској влади понудиле компаније Фуџи, Кавасаки и Мицубиши, одабран је онај који је развио Мицубиши. Фуџи је одабран за подизвођача. Рад на дизајнирању новог авиона финализован је до марта 1969. године, први прототип је јавно представљен 28. априла 1971. године, да би већ 20. јула 1971. године обавио први пробни лет. Произведена су четири прототипа, два наоружана и два ненаоружана. Мицубиши Т-2 је први авион произведен у Јапану који је успео пробити звучни зид. Серијска производња окончана је 1988. године. Испоручено је укупно 28 ненаоружаних примерака и 62 наоружана примерка. Мицубиши Т-2 подсећа на авион Јагуар, али је од њега дужи и има мањи распон крила. Погоњен је са два турбо-млазна мотора укупног потиска 45,5 kN без форсажа, односно 64,98 kN са додатним сагоревањем. Стајни трап је типа трицикл. Авион има три подвесне тачке: две испод крила и једну испод трупа.

## Корисници
- Јапан

## Галерија
- Мицубиши Т-2